# Georg Gothein

Georg Gothein

Georg Gothein (* 15. August 1857 in  Neumarkt in Schlesien; † 22. März 1940 in Berlin) war ein deutscher Politiker (FrVg, FVP, DDP).

## Leben
Georg Gothein, der jüdischer Herkunft und evangelischen Glaubens war, besuchte das Realgymnasium am Zwinger in Breslau. Von 1877 bis 1884 studierte er Geschichtswissenschaft an der Universität Breslau sowie Hüttenwesen an der Bergakademie Berlin. Nach Tätigkeiten als Bergreferent und Bergassessor war er von 1885 bis 1887 Generalsekretär des Oberschlesischen Berg- und hüttenmännischen Vereins. 1888 wurde er zum Dr.-Ing. promoviert. Anschließend war er bis 1892 Leiter des Bergrevierbezirks Waldenburg und Tarnowitz, wobei er 1891 zum königlichen Bergrat befördert wurde. Von 1893 bis 1901 war er 1. Syndikus der Handelskammer Breslau und Vorsitzender des Schlesischen Provinzialvereins für Binnenschiffahrt. Nach dem Ersten Weltkrieg arbeitete Gothein als Autor für das Berliner Tageblatt und die Neue Freie Presse. 1921 wurde er Vorsitzender des Vereins zur Abwehr des Antisemitismus. Mitte der 1920er Jahre war er Präsident der Deutschen Gruppe der Mitteleuropäischen Wirtschaftstagung. Als der Verein 1928 von Tilo von Wilmowsky in den Mitteleuropäischen Wirtschaftstag überführt werden sollte, verzichtete er auf das Ehrenpräsidium, weil er nicht einem Verein angehören wollte, der den Nazis ausgeliefert wurde.
Gothein war seit 1886 verheiratet und hatte drei Töchter. Sein vier Jahre älterer Bruder Eberhard Gothein war Historiker und Nationalökonom; er war von 1919 bis 1921 Abgeordneter der Deutschen Demokratischen Partei im Landtag der Republik Baden.
Georg Gotheins Grabstätte befindet sich auf dem Südwestkirchhof Stahnsdorf.

## Partei
Gothein gehörte zunächst der Freisinnigen Vereinigung an, die sich 1910 mit anderen linksliberalen Gruppierungen zur Fortschrittlichen Volkspartei zusammenschloss. 1918 gehörte er zu den Mitbegründern der DDP.
Gothein vertrat eine konsequent liberaldemokratische Politik und wendete sich engagiert gegen Militarismus und Antisemitismus.

## Abgeordneter

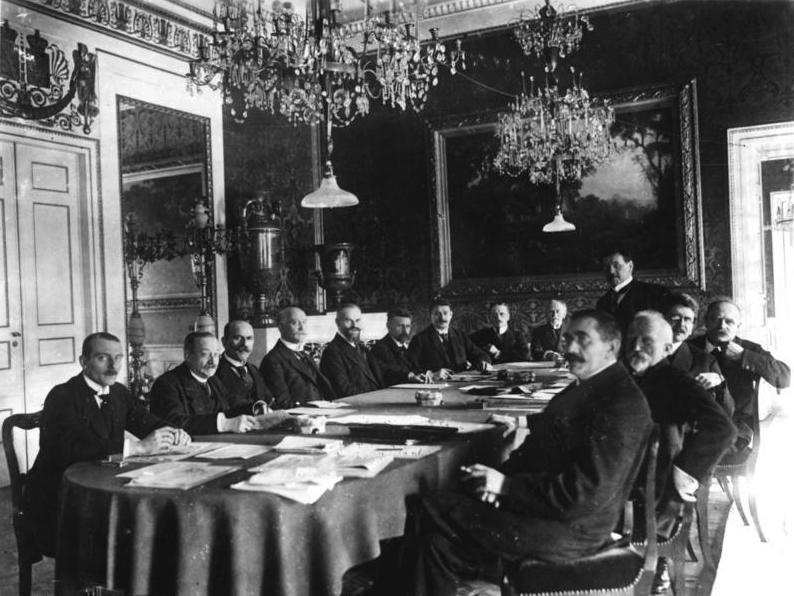
Erste Kabinettssitzung des Kabinetts Scheidemann am 13. Feb. 1919 in Weimar. V.l.: Ulrich Rauscher, Pressechef der Reichsregierung, Robert Schmidt, Ernährung, Eugen Schiffer, Finanzen, Philipp Scheidemann, Reichskanzler, Otto Landsberg, Justiz, Rudolf Wissell, Wirtschaft, Gustav Bauer, Arbeit, Ulrich von Brockdorff-Rantzau, Auswärtiges, Eduard David ohne Portefeuille, Hugo Preuss, Inneres, Johannes Giesberts, Post, Johannes Bell, Kolonien, Georg Gothein, Schatz, Gustav Noske, Reichswehr

Von 1889 bis 1892 war er Mitglied der Stadtverordnetenversammlung in Waldenburg. Nach seinem Umzug nach Breslau wurde er 1894 dort in die Stadtverordnetenversammlung gewählt (bis 1902).
Von 1893 bis 1903 war er Landtagsabgeordneter in Preußen. Dem Provinziallandtag von Oberschlesien gehörte er von 1902 bis 1909 an. Bei einer Nachwahl wurde er 1901 für den Wahlkreis Greifswald in den Reichstag des Kaiserreiches gewählt. Er konnte dieses Mandat bis 1918 stets erneut erringen. Im Reichstag kämpfte er gegen die Flottenpolitik des Kaisers, die er für friedensgefährdend hielt. 1919/1920 gehörte er der Weimarer Nationalversammlung an. Anschließend war er bis 1924 erneut Reichstagsabgeordneter.

## Öffentliche Ämter
Vom 13. Februar bis zum 20. Juni 1919 war Gothein Reichsschatzminister im Kabinett Scheidemann.

## Veröffentlichungen
- Die Oberschlesische Montanindustrie. Selbstverlag, Waldenburg 1887.
- Die Wirkung der Handelsverträge. Simion, Berlin 1895.
- Der deutsche Außenhandel. Materialien und Betrachtungen. Siemenroth, Berlin 1901.
- Die Wirkungen des Schutzzollsystems in Deutschland. Simion, Berlin 1909; urn:nbn:de:s2w-11553.
- Agrarpolitisches Handbuch. Liebheit & Thiesen, Berlin 1910.
- Die wirtschaftlichen Aussichten nach dem Kriege. Liebheit & Thiesen, Berlin 1915.
- Die Kriegslasten und ihre Deckung. Liebheit & Thiesen, Berlin 1916; urn:nbn:de:s2w-11546.
- Das selbständige Polen als Nationalitätenstaat. Deutsche Verlags-Anstalt, Stuttgart 1917.
- Warum verloren wir den Krieg? Deutsche Verlags-Anstalt, Stuttgart 1919.
- Der große Irrtum der deutschen Lohnpolitik. Elsner, Berlin 1929; urn:nbn:de:s2w-11693.
- Die klaffende Preisschere als Ursache der Weltwirtschaftskrise. Rothschild, Berlin 1930.
- Japans Expansionsdrang. Die wirtschaftliche, soziale und politische Weltgefahr. Rascher, Zürich 1936.